# みのや雅彦
みのや 雅彦（みのや まさひこ、1961年〈昭和36年〉6月23日 - ）は、日本のシンガーソングライター。本名・旧芸名は簔谷 雅彦（読み同じ）。なお、「蓑谷雅彦」という表記がしばしば見受けられるが、「簑」は草冠ではなく竹冠であり誤りである。
北海道苫前郡羽幌町出身で、同町の観光大使も勤めている。北海道羽幌高等学校卒業。

## 来歴・人物
松山千春に憧れ、高校時代にSTVラジオのオーディションに参加。その後、STVラジオの番組などに出演・活動していたことが契機となり、1981年11月1日にシングル「白い嵐」でCBS・ソニー（現・ソニー・ミュージックレコーズ）からデビュー。デビュー以来、地元・北海道を中心に活動しており、道内各地でイベントやライブを行なう。
自身最高のヒット曲は、ドラマ主題歌にもなった「笑えないピエロ」（1983年11月発売/オリコン最高68位/売上数26,620枚）である。その他の代表曲として大仁田厚に提供し、自身もセルフカバーした「夢しかなかった」がある。
特技は剣道、趣味はプロレス観戦。小学生時代から応援しているため、プロレス関係者との交友が広い。特に大仁田厚と厚い交流を持ち、大仁田が創設した団体であるFMWは、みのやの地元・羽幌町で興行を行っている。また同団体に所属していたハヤブサとも親しく、近年ハヤブサとのジョイントライブも全国各地で行っている。
いくつかのラジオ番組を持ち、長くラジオパーソナリティも務める。「ハイヤングKYOTO」（KBS京都）でパーソナリティを務めたこともあり、その縁で北海道内だけでなく関西でマンスリーライブ活動も行っている。松山千春の物真似も得意で、自身の番組で時折披露することがある。かつて、同系列レコード会社であった事から大江千里とも交友があり、STVラジオの番組にもゲストで駆けつけたこともある。
落語家の桂竹丸がSTVラジオでパーソナリティをしていたのが縁で一時期、鹿児島の南日本放送ラジオの「おおすみパワーボム」（現在は「たけまる商店・営業中」内の一コーナーになっている）にも出演していたこともあった。
2007年4月29日、大仁田厚が主催した夕張市チャリティープロレス興行に協力。

## ディスコグラフィー

### ソロ

#### シングル
| 枚                                                           | 発売日                    | タイトル                                                          | c/w                                                                         |
| CBS・ソニー 簑谷雅彦 名義                                    | CBS・ソニー 簑谷雅彦 名義 | CBS・ソニー 簑谷雅彦 名義                                         | CBS・ソニー 簑谷雅彦 名義                                                   |
| ------------------------------------------------------------ | ------------------------- | ----------------------------------------------------------------- | --------------------------------------------------------------------------- |
| 1st                                                          | 1981年11月1日             | 白い嵐 作詞：簑谷雅彦 作曲：簑谷雅彦 編曲：水谷公生               | 君のことで 作詞：簑谷雅彦 作曲：簑谷雅彦 編曲：水谷公生                     |
| 2nd                                                          | 1982年3月21日             | やさしい時代 作詞：簑谷雅彦 作曲：簑谷雅彦 編曲：水谷公生         | 窓の雨模様 作詞：簑谷雅彦 作曲：簑谷雅彦 編曲：水谷公生                     |
| 3rd                                                          | 1983年4月1日              | 哀しいつばさ 作詞：下田逸郎 作曲：簑谷雅彦 編曲：川村栄二         | 笑えないピエロ 作詞：簑谷雅彦 作曲：簑谷雅彦 編曲：川村栄二                 |
| 4th                                                          | 1983年11月21日            | 笑えないピエロ 作詞：簑谷雅彦 作曲：簑谷雅彦 編曲：川村栄二       | 問わず語らず 作詞：簑谷雅彦 作曲：簑谷雅彦 編曲：川村栄二                   |
| 5th                                                          | 1984年9月21日             | 遅すぎたラブ・ソング 作詞：簑谷雅彦 作曲：簑谷雅彦 編曲：武部聡志 | 舞雪 作詞：簑谷雅彦 作曲：簑谷雅彦 編曲：武部聡志                           |
| 6th                                                          | 1985年4月21日             | 戻れない日々 作詞：来生えつこ 作曲：来生たかお 編曲：川村栄二     | あこがれ 作詞：簑谷雅彦 作曲：簑谷雅彦 編曲：川村栄二                       |
| 7th                                                          | 1985年10月21日            | 片想い 作詞：簑谷雅彦・山木康世 作曲：簑谷雅彦 編曲：石川鷹彦     | 悲しみのジングル・ベル 作詞：簑谷雅彦 作曲：簑谷雅彦 編曲：石川鷹彦         |
| マーキュリー・ミュージックエンタテインメント みのや雅彦 名義 |                           |                                                                   |                                                                             |
| 8th                                                          | 1992年10月25日            | 月の舟 作詞：みのや雅彦 作曲：蛎崎弘 編曲：本田昌生               | 会いに行こう 作詞：小林まさみ 作曲：蛎崎弘 編曲：本田昌生                   |
| 9th                                                          | 1994年3月25日             | 遠い微笑み 作詞：みのや雅彦 作曲：みのや雅彦 編曲：菊地圭介       | 夢しかなかった 作詞：みのや雅彦 作曲：みのや雅彦 編曲：菊地圭介             |
| 10th                                                         | 1995年1月25日             | 夢しかなかった 作詞：みのや雅彦 作曲：みのや雅彦 編曲：菊地圭介   | 遠い微笑み (弾き語り) 作詞：みのや雅彦 作曲：みのや雅彦                     |
| マジックアイランドレコード みのや雅彦 名義                   |                           |                                                                   |                                                                             |
| 11th                                                         | 1998年9月23日             | 遠い初雪 作詞：田口俊 作曲：みのや雅彦 編曲：菊地圭介             | 君を救けに行く 作詞：みのや雅彦 作曲：みのや雅彦 編曲：菊地圭介             |
| 12th                                                         | 1999年2月24日             | 哀しいね 作詞：みのや雅彦 作曲：みのや雅彦 編曲：友常正巳         | 鍵 (弾き語り) 作詞：みのや雅彦 作曲：みのや雅彦                             |
| 14th                                                         | 2000年2月9日              | ガラクタ 作詞：みのや雅彦 作曲：みのや雅彦 編曲：WIZARD           | 僕達は 作詞：みのや雅彦 作曲：みのや雅彦 編曲：WIZARD                       |
| 14th                                                         | 2000年2月9日              | ガラクタ 作詞：みのや雅彦 作曲：みのや雅彦 編曲：WIZARD           | あの日に帰れる汽車があるなら 作詞：みのや雅彦 作曲：みのや雅彦 編曲：WIZARD |
| ウエスレコーズ みのや雅彦 名義                               |                           |                                                                   |                                                                             |
| 11th                                                         | 2006年7月8日              | GOAL 作詞：みのや雅彦 作曲：みのや雅彦 編曲：杉山TOM              | 空 作詞：みのや雅彦 作曲：みのや雅彦 編曲：杉山TOM                          |

### アルバム

#### オリジナル・アルバム
| 枚                                                           | 発売日                    | タイトル                         |
| CBS・ソニー 簑谷雅彦 名義                                    | CBS・ソニー 簑谷雅彦 名義 | CBS・ソニー 簑谷雅彦 名義        |
| ------------------------------------------------------------ | ------------------------- | -------------------------------- |
| 1st                                                          | 1982年5月21日             | 遠くをみつめて                   |
| 2nd                                                          | 1983年6月22日             | 原風景                           |
| 3rd                                                          | 1984年5月1日              | 笑えない道化師                   |
| 4th                                                          | 1985年11月21日            | Dear My Friends                  |
| マーキュリー・ミュージックエンタテインメント みのや雅彦 名義 |                           |                                  |
| 5th                                                          | 1992年10月25日            | OVER                             |
| 6th                                                          | 1994年8月25日             | 夢しかなかった                   |
| マジックアイランドレコード みのや雅彦 名義                   |                           |                                  |
| 7th                                                          | 1998年9月23日             | この声を聴いていて               |
| 8th                                                          | 1999年4月21日             | ふたつの気持ち                   |
| 9th                                                          | 2000年7月19日             | 今も夢しかなかった               |
| ウエスレコーズ みのや雅彦 名義                               |                           |                                  |
| 10th                                                         | 2006年11月8日             | 溶けだすほど                     |
| 11th                                                         | 2012年6月20日             | 百の言葉千の想い                 |
| 12th                                                         | 2013年10月9日             | 本当の歌                         |
| 13th                                                         | 2014年9月3日              | 最高の一日                       |
| 14th                                                         | 2015年11月11日            | Stardust                         |
| 15th                                                         | 2018年10月10日            | あなたが幸せになれないはずがない |
| 16th                                                         | 2021年6月23日             | 泣きたくなったら此処へおいで     |

#### ミニ・アルバム
| 枚                             | 発売日                         | タイトル                       |
| ウエスレコーズ みのや雅彦 名義 | ウエスレコーズ みのや雅彦 名義 | ウエスレコーズ みのや雅彦 名義 |
| ------------------------------ | ------------------------------ | ------------------------------ |
| 1st                            | 2010年10月27日                 | CLEAR                          |

#### カバー・アルバム
| 枚                             | 発売日                         | タイトル                       |
| ウエスレコーズ みのや雅彦 名義 | ウエスレコーズ みのや雅彦 名義 | ウエスレコーズ みのや雅彦 名義 |
| ------------------------------ | ------------------------------ | ------------------------------ |
| 1st                            | 2007年6月20日                  | MINOYA SONGS                   |

#### ベスト・アルバム
| 枚                             | 発売日                         | タイトル                                     |
| ウエスレコーズ みのや雅彦 名義 | ウエスレコーズ みのや雅彦 名義 | ウエスレコーズ みのや雅彦 名義               |
| ------------------------------ | ------------------------------ | -------------------------------------------- |
| 1st                            | 2011年6月22日                  | みのや雅彦 the best 〜いい歌づくし〜         |
| 2nd                            | 2016年6月22日                  | みのや雅彦 THE BEST 2 〜明日をまだ信じてる〜 |

#### ライブ・アルバム
| 枚                               | 発売日                           | タイトル                         |
| スーパーラッシュ みのや雅彦 名義 | スーパーラッシュ みのや雅彦 名義 | スーパーラッシュ みのや雅彦 名義 |
| -------------------------------- | -------------------------------- | -------------------------------- |
| 1st                              | 1990年11月                       | 時代覚悟                         |
| HABORO みのや雅彦 名義           |                                  |                                  |
| 2nd                              | 1996年4月1日                     | 大空 〜15年目の扉〜              |

### 映像作品
| 枚                             | 発売日                         | タイトル                                                        |
| ウエスレコーズ みのや雅彦 名義 | ウエスレコーズ みのや雅彦 名義 | ウエスレコーズ みのや雅彦 名義                                  |
| ------------------------------ | ------------------------------ | --------------------------------------------------------------- |
| 1st                            | 2017年8月23日                  | リアルライブツアー2016 デビュー35周年記念「明日をまだ信じてる」 |

### GAN-BA-RUN-DA CLUB

#### シングル
| 枚          | 発売日        | タイトル                                                                           | c/w                                                                 |
| CBS・ソニー | CBS・ソニー   | CBS・ソニー                                                                        | CBS・ソニー                                                         |
| ----------- | ------------- | ---------------------------------------------------------------------------------- | ------------------------------------------------------------------- |
| 1st         | 1986年8月27日 | All We Need is Love 作詞：GAN-BA-RUN-DA CLUB 作曲：GAN-BA-RUN-DA CLUB 編曲：中村哲 | DIAMOND=LOVE 作詞：宇佐元恭一 作曲：GAN-BA-RUN-DA CLUB 編曲：中村哲 |

#### アルバム

##### オリジナル・アルバム
| 枚        | 発売日         | タイトル  |
| CBSソニー | CBSソニー      | CBSソニー |
| --------- | -------------- | --------- |
| 1st       | 1986年11月21日 | Harmony   |

### タイアップ曲
| 楽曲           | タイアップ                                                             | 時期   |
| -------------- | ---------------------------------------------------------------------- | ------ |
| 笑えないピエロ | フジテレビ系月曜ドラマランド「どっきり双子先生・乙女学園男子部」主題歌 | 1983年 |
| 早春・ときめき | フジテレビ系ライオン奥様劇場「思春期の妻たち」主題歌                   | 1984年 |
| 遠い初雪       | テレビ北海道「パワーギャング」エンディングテーマ                       | 1998年 |
| GOAL           | STVテレビ「2006札幌国際ハーフマラソン」エンディングテーマ              | 2006年 |
| GOAL           | STVラジオ「北海道大好き」キャンペーンソング                            | 2006年 |

## 現在の主な出演番組
- りべーるウィークエンドスペシャル・みのや雅彦30分一本勝負（旭川FMりべーる、日・15:00〜15:30）（以前は「30分一本勝負」として日曜日の17:00〜17:30、そのまた以前は「60分一本勝負」として土曜日の24:00〜25:00に放送していた）

## 過去の主な出演番組
STVラジオ
- STVラジオ・チャリティー・ミュージックソン（2001年・2004年・2008年）
- サンデージャンボスペシャル
- STVヤングハート[1]
- アタックヤング
- みのや雅彦のフォーク大全集
- 奥山コーシンの日よういっぱい生ワイド
- みのや雅彦のサンデーパラダイス
- みのや雅彦 ザ・対談
- みのや雅彦・歌しかなかった
- みのやと佳子のときめきワイド

KBS京都
- ハイヤングKYOTO（KBS京都）[1]
- フリーキャンパスKYOTO
- ビブレサタデーナイト
- ふれあいミュージックファーム
- 楽しく悲しくよろしく
- 歌うとんべい!

エフエム北海道
- ニューアコースティックムーン[1]
- コーク・サウンド・シャッフル
- an Freedom square
- an BEAT LAND
- よさこいソーランラジオ
- みのや音楽総研

その他
- 我ら歌家族（ラジオカロスサッポロ）
- みのや雅彦60分一本勝負（旭川FMりべーる）
  - みのや雅彦120分一本勝負（旭川FMりべーる）
- おおすみパワーボム（南日本放送）
- ミュージックコスモ in Japan（青森テレビ）[1]

## 提供した楽曲
- 「夢しかなかった」 - 大仁田厚のアルバム「邪道」（1992年）収録、自身もセルフカバー
- 「映画のような人生を」 - STVテレビアナウンサー工藤じゅんきの楽曲、2002年シングルで発売
- 「For You 〜孤高のヴィーナス〜」 - 白鳥智香子、作曲のみ、作詞：田口俊（2000年）
- 「雪の花」、「きっと」、「北の熱い女 - 北海道を中心に活動する演歌歌手・ちはらさきの楽曲、作曲のみ、作詞:鳥井実
- 「俺たちの青春」 - STVラジオ企画「シニア世代応援団3Gプロモーション」テーマソング[5]
- 「夢を叶えたとき」 - 風輪の2ndシングル「人生TENKI」タイプA盤にc/w曲として収録、作詞・作曲

## 書籍
- 「夢しかなかった〜夢を支えたストロング・ハート達〜」（2001年・サンクチュアリ出版）